# Будиаф, Карим
Карим Будиаф (араб. كريم بوضياف‎; род. 16 сентября 1990, Рюэй-Мальмезон) — катарский футболист, защитник клуба «Аль-Духаиль» и национальной сборной Катара. Родившийся во Франции и алжирец по происхождению, Будиаф был натурализован, чтобы представлять Катар на международном уровне.

## Клубная карьера
5 сентября 2010 года Будиаф вышел в стартовом составе за «Лехвию» в финале Кубка шейха Яссима против «Аль-Араби» из Дохи.

## Карьера за сборную
Будиаф родился во Франции и имеет марокканско-алжирское происхождение. 22 декабря 2009 года Будиаф был вызван в сборную Алжира до 23 лет на тренировочный сбор в Алжире.
Будиаф получил гражданство Катара и 13 ноября 2013 года был вызван в национальную сборную Катара. Он сыграл в неофициальном товарищеском показательном матче против саудовского клуба «Аль-Хиляль». Он официально дебютировал за команду 25 декабря на чемпионате WAFF 2014 года в победной игре против Палестины (1:0). Первый гол Будиафа забил в своём пятнадцатом матче за сборную.

### Голы за сборную
В очках и результатах на первое место ставится гол Катара.
| №  | Дата            | Место                                                | Соперник          | Счёт | Результат | Турнир                  |
| -- | --------------- | ---------------------------------------------------- | ----------------- | ---- | --------- | ----------------------- |
| 1. | 31 мая 2015     | Грести Роуд, Кру, Англия                             | Северная Ирландия | 1–1  | 1–1       | Товарищеский матч       |
| 2. | 8 сентября 2015 | Монг-Кок, Вонкок, Гонконг                            | Гонконг           | 1–0  | 3–2       | Квалификация на ЧМ 2018 |
| 3. | 8 октября 2015  | Стадион имени шейха Джассима бин Хамада, Доха, Катар | Китай             | 1–0  | 1–0       | Квалификация на ЧМ 2018 |
| 4. | 10 ноября 2016  | Стадион имени шейха Джассима бин Хамада, Доха, Катар | Россия            | 2–1  | 2–1       | Товарищеский матч       |
| 5. | 10 октября 2019 | Национальный стадион Бангабандху, Дакка, Бангладеш   | Бангладеш         | 2–0  | 2–0       | Квалификация на ЧМ 2022 |
| 5. | 5 ноября 2022   | Муниципальный стадион, Марбелья, Испания             | Панама            | 2–0  | 2–1       | Товарищеский матч       |

## Статистика
| Клуб               | Сезон      | Лига              | Лига  | Лига | Кубок | Кубок | Континент | Континент | Другое | Другое | Итог  | Итог |
| Клуб               | Сезон      | Дивизион          | Матчи | Голы | Матчи | Голы  | Матчи     | Голы      | Матчи  | Голы   | Матчи | Голы |
| ------------------ | ---------- | ----------------- | ----- | ---- | ----- | ----- | --------- | --------- | ------ | ------ | ----- | ---- |
| Лехвия/Аль-Духаиль | 2010/11    | Лига звёзд Катара | 20    | 1    | 0     | 0     | —         | —         | 1      | 0      | 21    | 1    |
| Лехвия/Аль-Духаиль | 2011/12    | Лига звёзд Катара | 19    | 1    | 0     | 0     | 5         | 0         | —      | —      | 24    | 1    |
| Лехвия/Аль-Духаиль | 2012/13    | Лига звёзд Катара | 20    | 0    | 0     | 0     | 10        | 0         | —      | —      | 30    | 0    |
| Лехвия/Аль-Духаиль | 2013/14    | Лига звёзд Катара | 21    | 2    | 0     | 0     | 8         | 1         | —      | —      | 29    | 3    |
| Лехвия/Аль-Духаиль | 2014/15    | Лига звёзд Катара | 16    | 1    | 0     | 0     | 10        | 0         | —      | —      | 26    | 1    |
| Лехвия/Аль-Духаиль | 2015/16    | Лига звёзд Катара | 22    | 2    | 0     | 0     | 7         | 1         | —      | —      | 29    | 3    |
| Лехвия/Аль-Духаиль | 2016/17    | Лига звёзд Катара | 25    | 3    | 0     | 0     | 7         | 0         | —      | —      | 30    | 3    |
| Лехвия/Аль-Духаиль | 2017/18    | Лига звёзд Катара | 15    | 2    | 0     | 0     | 9         | 4         | 1      | 0      | 17    | 5    |
| Лехвия/Аль-Духаиль | 2018/19    | Лига звёзд Катара | 17    | 1    | 0     | 0     | 6         | 1         | 1      | 0      |       |      |
| Лехвия/Аль-Духаиль | 2019/20    | Лига звёзд Катара | 22    | 4    | 0     | 0     | 4         | 0         | 1      | 0      |       |      |
| Лехвия/Аль-Духаиль | 2020/21    | Лига звёзд Катара | 16    | 0    | 2     | 0     | 6         | 0         | 2      | 0      | 26    | 0    |
| Лехвия/Аль-Духаиль | 2021/22    | Лига звёзд Катара | 12    | 0    | 3     | 1     | 6         | 1         | 0      | 0      | 21    | 1    |
| Лехвия/Аль-Духаиль | 2022/23    | Лига звёзд Катара | 10    | 0    | 1     | 0     | 3         | 0         | —      | —      | 14    | 0    |
| Лехвия/Аль-Духаиль | 2023/24    | Лига звёзд Катара | 8     | 1    | 0     | 0     | 3         | 0         | —      | —      | 11    | 1    |
| Лехвия/Аль-Духаиль | Итог       | Итог              | 243   | 17   | 21    | 2     | 87        | 9         | 4      | 0      | 355   | 28   |
| Общий итог         | Общий итог | Общий итог        | 243   | 17   | 21    | 2     | 87        | 9         | 4      | 0      | 355   | 28   |

1. ↑  Включая Кубок эмира Катара
2. ↑  Включая Лигу чемпионов АФК
3. ↑  Включая Кубок наследного принца Катара и Суперкубка Катара
4. ↑  Матч в Суперкубке Катара
5. 1 2 3 4 5 6 7 8 9 10 11 12 13  Матчи в Лиге чемпионов АФК
6. ↑  Матч в Суперкубке Катара
7. ↑  Матч в Суперкубке Катара
8. ↑  Матч на Клубном чемпионате мира

## Достижения

### Клубные
- Чемпион Катара: 2010/11, 2011/12, 2013/14, 2014/15, 2016/17, 2017/18, 2019/20
- Обладатель Кубка наследного принца Катара: 2013, 2015, 2018
- Обладатель Кубка шейха Яссима: 2015, 2016
- Обладатель Кубка эмира Катара: 2016, 2018, 2019, 2022

### Международные
- Обладатель Кубка Азии: 2019
- Чемпион Федерации футбола Западной Азии: 2014
- Обладатель Кубка Залива: 2014